# Нилакка
Нилакка (фин. Nilakka) — одно из крупнейших озёр Финляндии (25-е по размеру). Расположено на юго-востоке страны в области Северное Саво, на территории коммун Пиелавеси, Кейтеле и Терво.
Площадь озера составляет 168 кв км, оно находится на высоте 102 м над уровнем моря. Длина береговой линии составляет более 357 км. Нилакка соединяется каналами с соседними озёрами Пиелавеси и Йисвеси.
Озеро вытянуто в длину на 40 км. Ширина водоёма местами достигает 10 км. В южной части озера находятся несколько островов.
На озере развита летняя и зимняя рыбалка. Здесь водятся судак, корюшка, окунь, щука.